# Nationale Reddingsvloot
De Nationale Reddingsvloot (NRV) wordt in Nederland voor de eerste reactie ingezet bij grote watercalamiteiten en overstromingen in Nederland. 
De watersnood van 1953 was de aanleiding voor de Nederlandse regering om een organisatie in het leven te roepen die snel kan reageren ten tijde van grote watercalamiteiten en overstromingen. Sinds 1995 krijgt Reddingsbrigade Nederland een structurele bijdrage vanuit de Rijksoverheid om een reddingsvloot op te tuigen. In 2012 veranderde de naam van Nationale Rampenvloot in de huidige. In 2010 werd de NRV, door een overeenkomst met het ministerie van Veiligheid en Justitie, overgeheveld van het Rijk naar de veiligheidsregio's. Later werd deze overeenkomst verlengd. Het besluit om te komen tot een regionaal opgebouwde Nationale Reddingsvloot wordt genomen in juni 2017.
De vloot bestaat uit bestaat uit 88 eenheden (vaartuigen), vier van alle 22 betrokken veiligheidsregio’s. Voor zestien van deze veiligheidsregio’s geldt dat zij lokale reddingsbrigades hebben gevraagd om voor hen bemanning voor deze vaartuigen te leveren. Zes veiligheidsregio’s laten hun reddingsgroep bestaan uit eenheden van de brandweer.

## Inzet
De NRV werd ingezet tijdens de overstroming van de Maas in 1993, de evacuatie van het Rivierenland in 1995, overstromingen in 1998 en tijdens de overstromingen in Europa in juli 2021.